# Haveluy

Haveluy este o comună în departamentul Nord, Franța. În 1 ianuarie 2022 avea o populație de 3.224 de locuitori.